# Rio Cinco Voltas
Rio Cinco Voltas är ett vattendrag i Brasilien.   Det ligger i delstaten Paraná, i den södra delen av landet, 1 100 km söder om huvudstaden Brasília.
Omgivningarna runt Rio Cinco Voltas är en mosaik av jordbruksmark och naturlig växtlighet. Runt Rio Cinco Voltas är det mycket glesbefolkat, med 7 invånare per kvadratkilometer.